# Samuel Gottlieb Gmelin
Samuel Gottlieb Gmelin (født 4. juli 1743 i Tübingen, død 27. juli 1774 i Achmetkent på Krim som fange hos ghaitakerne) var en tysk botaniker, nevø til Johann Georg Gmelin d.y..
Gmelin blev kaldet til Petrograd som professor i botanik og berejste 1763—74, sammen med Peter Simon Pallas, det østlige Rusland. Han har skrevet Historia fucorum (1768, med 35 tavler) og Reise durch Rusland (1774, med 143 tavler).